# Drehstrom-Hochspannungs-Übertragung
Die Drehstrom-Hochspannungs-Übertragung, auch Hochspannungs-Drehstrom-Übertragung (DHÜ bzw. HDÜ; englisch high voltage alternating current, HVAC) ist das wichtigste Verfahren der Übertragung elektrischer Energie. Im Regelfall wird im Stromnetz für die Übertragung und Verteilung von elektrischer Energie Dreiphasenwechselstrom mit einer Netzfrequenz von 50 Hz, in manchen Ländern auch 60 Hz, verwendet, des Weiteren kommen in einigen Fällen auch Hochspannungs-Gleichstrom-Übertragungsnetze (HGÜ) zum Einsatz.

## Allgemeines

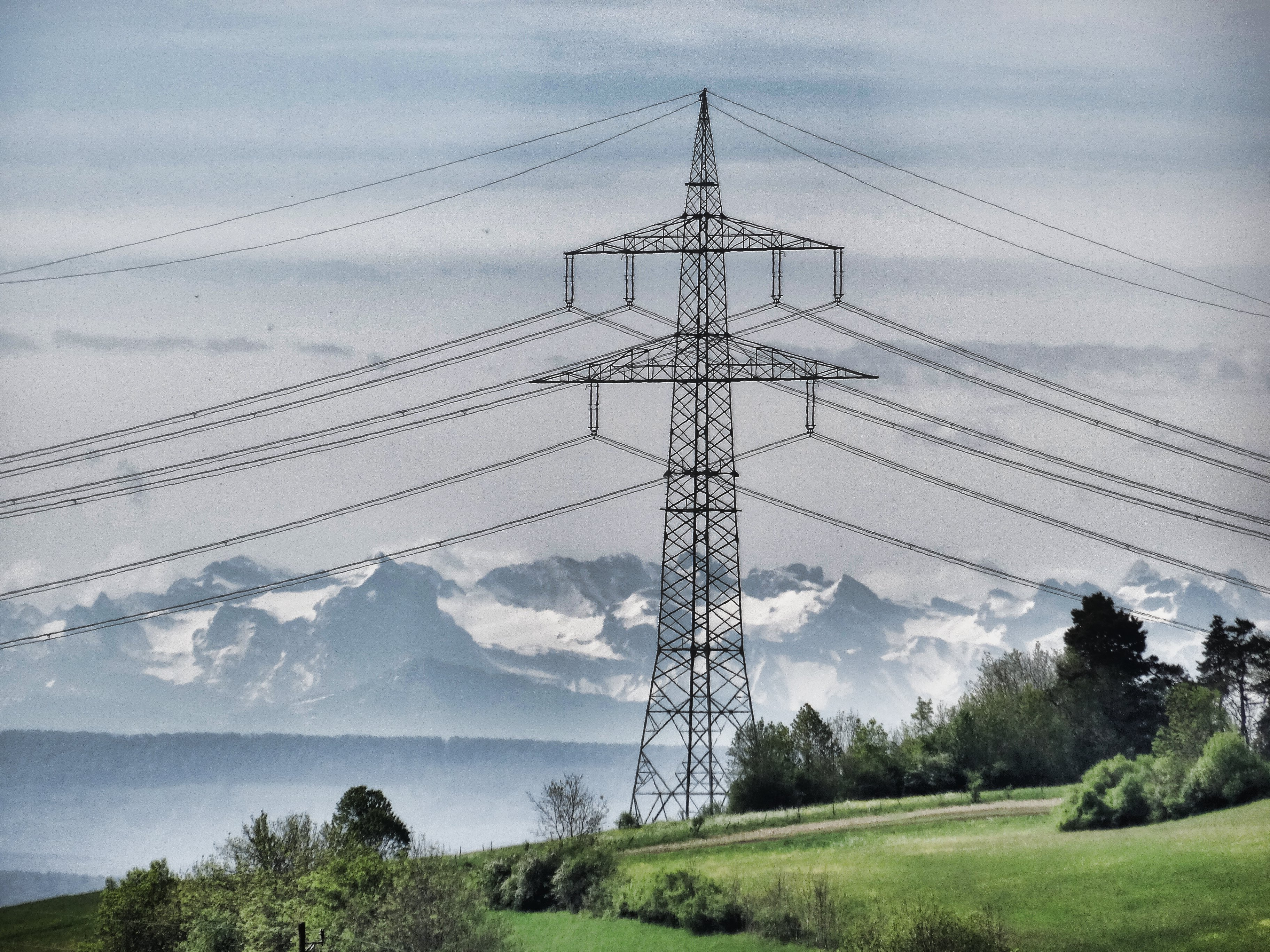
Freileitung für Dreiphasenwechselstrom

In Deutschland ist die höchste bei der Drehstrom-Hochspannungs-Übertragung angewandte Spannung 380 kV, in anderen Ländern werden zum Teil Spannungen bis 1200 kV verwendet. Je nach den physikalischen Gegebenheiten des Übertragungsnetzes wird bei der Drehstrom-Hochspannungs-Übertragung der Sternpunkt im Rahmen der Erdschlusskompensation unterschiedlich behandelt. Für lange Übertragungen bei hoher Spannung erfolgt im Regelfall die starre Erdung des Sternpunkts.
Hochspannungsübertragungen sind nur bis zu einer gewissen Länge bzw. Entfernung zwischen Erzeuger (Kraftwerk) und Verbraucher wirtschaftlich; Der Blindleistungsbedarf und die Materialkosten der Übertragung spielen dabei eine wichtige Rolle. Bei großen zu übertragenden Leistungen und großer Leitungslänge oder Seekabeln mit hoher kapazitiver Last stellt im Allgemeinen die Hochspannungs-Gleichstrom-Übertragung (HGÜ) eine wirtschaftlichere Methode dar. Die HGÜ kann allerdings bislang nicht vermascht in Form eines Verbundnetzes betrieben werden, es sind dabei nur direkte Endpunktverbindungen zwischen zwei Punkten möglich.
Netze mit Drehstrom-Hochspannungs-Übertragung lassen sich dagegen leichter vermaschen und Verbundnetze wie das europäische Verbundsystem aufbauen, da neben dem Parameter der Knotenspannungen auch davon unabhängig die Phasenlage und damit verknüpft die Parameter der Wirkleistung und Blindleistung zur Verfügung steht. Mit Hilfe von Phasenverschiebungen können in Wechselspannungsnetzen mittels spezieller Einrichtungen wie den Phasenschiebertransformatoren oder mit dem Unified-Power-Flow-Controller gezielt Leistungsflüsse auf bestimmten Leitungen in einem vermaschten Netz eingestellt und gesteuert werden. Es wird dabei zwischen der sogenannten Längs- bzw. Querregelung unterschieden. Die mathematischen Grundlagen und Methoden der Lastflusssteuerung in mit Wechselspannung betriebenen Verbundnetzen wurden Anfang des 20. Jahrhunderts von Edith Clarke erarbeitet.

## Geschichte
Die Versorgung mit elektrischer Energie erforderte von Beginn an den Einsatz elektrischer Generatoren, die aus physikalischen Gründen nur Wechselspannung erzeugen können. Anfängliche Versuche, daraus Gleichstrom herzustellen und damit das Stromnetz zu betreiben, scheiterten (siehe Stromkrieg). Schnell erkannte man die überragenden Vorteile der robusten Drehstrom-Asynchronmaschinen gegenüber allen anderen Arten von Elektromotoren und führte flächendeckend Drehstromnetze ein. Trotz gewisser Nachteile ist das immer noch Stand der Technik.
Die erste Übertragung von Hochspannung mittels Drehstrom wurde 1891 anlässlich der internationalen Elektrizitätsausstellung unter Michail Doliwo-Dobrowolski vorgenommen. Die 175 km lange Drehstromübertragung Lauffen–Frankfurt übertrug Drehstrom mit einer Spannung von 15 bis 25 kV.
1912 erfolgte zwischen Lauchhammer und Riesa die erste Drehstrom-Hochspannungs-Übertragung mit 110 kV. Am 17. April 1929 erfolgt mit der Inbetriebnahme der Nord-Süd-Leitung des RWE die erste Drehstrom-Hochspannungs-Übertragung mit 220 kV. Die Masten der Nord-Süd-Leitung waren schon zum Teil für die Aufnahme von Stromkreisen für 380 kV ausgelegt.
Allerdings ging in Deutschland erst am 5. Oktober 1957 die erste Drehstrom-Hochspannungs-Übertragung mit 380 kV zwischen Ludwigsburg-Hoheneck und Rommerskirchen in Betrieb. 1967 erfolgte bei der Hydro-Québec in Kanada die erste Drehstrom-Hochspannungs-Übertragung mit 765 kV und 1982 in der Sowjetunion mit 1200 kV.
Andere Verfahren der Übertragung elektrischer Energie:
- Hochspannungs-Gleichstrom-Übertragung
- Bahnstromleitung

## Netze
Man unterscheidet folgende Netze in der Elektroenergieversorgung:
- Transportnetze: 230 kV, 400 kV, bei großen Entfernungen auch 765 kV
- Übertragungsnetze mit Spannungen von 110 kV
- Mittelspannungsnetze: 10 kV, 20 kV, außerhalb Deutschlands auch 30 kV